# Стефан Давидов
Стефан Давидов – Караджата е български революционер, кочански войвода на Вътрешната македонска революционна организация.

## Биография
Давидов е роден в 1878 година в кочанското село Пантелей, което тогава е в Османската империя, а в 1913 година попада в Сърбия. Получава основно образование. Влиза във Вътрешната македоно-одринска революционна организация. Няколко месеца е четник на Михаил Христов. Участва в Илинденско-Преображенското въстание с четата на Иван Варналиев в Одринско.
Участва във възстановяването на ВМРО. Първоначално е селски войвода, а от лятото на 1920 година е войвода на Царевоселска околия на Скопски революционен окръг.
Умира на 21 януари 1934 година в Бараково.